# Corning, Arkansas
Corning är en stad (city) och en av de två administrativa huvudorterna (county seat) i Clay County i den amerikanska delstaten Arkansas. 2010 hade staden 3 377 invånare.